# Monte Kali
Monte Kali a Kalimanjaro jsou místní hovorová označení pro haldu nebo výsypku, která se tyčí nad městem Heringen v německém Hesensku. Je to jedno z mnoha míst, kde chemická společnost K+S skládkuje chlorid sodný (běžnou kuchyňskou sůl) coby vedlejší produkt těžby a zpracování potaše, což je hlavní průmyslové odvětví v této oblasti.
Označení vznikla jako slovní hříčka ze slov Kali (zkratka pro Kalisalz, německy „potaš“) a „Monte Carlo“, resp. „Kilimandžáro“. Halda leží přímo u hranice s vedlejší spolkovou zemí Durynsko, a tedy u bývalé vnitroněmecké státní hranice s někdejším východním Německem.

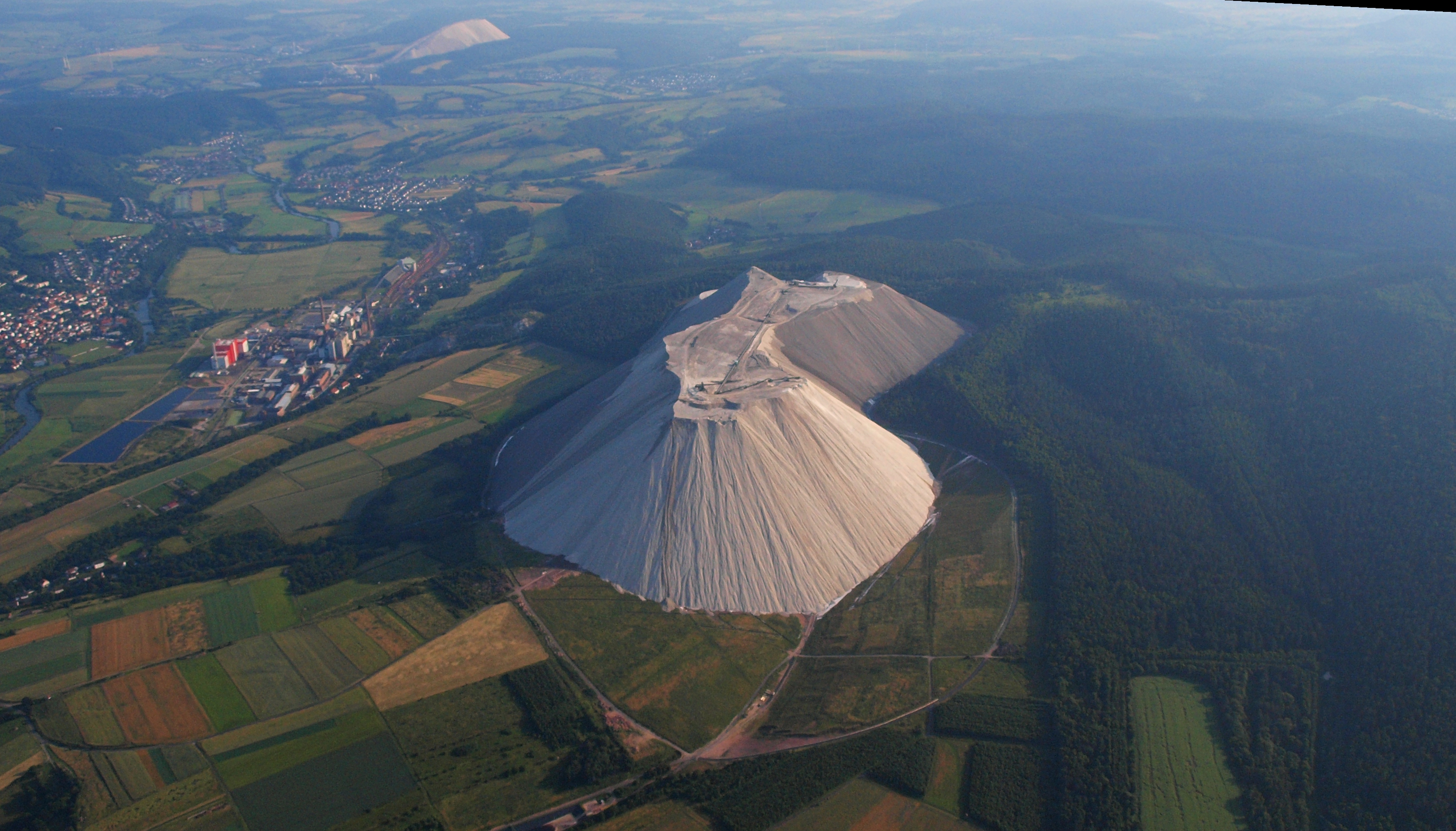
Monte Kali a Heringen; v pozadí podobná hromada ve Philippsthalu

Halda stoupá do výše přes 250 metrů nad okolní zemí, její vrchol dosahuje 520 metrů nad mořem. Podle těžebního muzea v Heringenu je Monte Kali v provozu od roku 1976. K srpnu 2016 pokrývala plochu 98 hektarů a obsahovala přibližně 201 milionů tun soli, přičemž každou hodinu přibývalo dalších 900 tun a ročně celkem 7,2 milionu tun soli.

## Ekologický dopad
V řece Werra vzrostla slanost vody – v červnu 2003 byl naměřeno ≥500 mg/l chloridu v Gerstungenu a 65 mg/l chloridu v Bad Salzungen. Zákonný limit je přitom 2500 mg/l chloridu, což představuje větší slanost než v některých částech Baltského moře. Slanou se stala také podzemní voda. Fauna bezobratlých se snížila z 60–100 druhů na pouhé 3. Společnosti K+S drží licenci na ukládání soli ve výsypce do roku 2030.